# Hans Fischl
Hans Fischl, född 1884, död 1965, var en österrikisk pedagog.
Fischl blev gymnasialprofessor 1908 och var ledamot av undervisningsministeriets avdelning för skolreformering 1909–1934. Tillsammans med Viktor Fadrus och Otto Glöckel var han en av de ivrigaste tillskyndarna av den så kallade Wiener Schulreform, variv han särskilt ägnade sitt intresse åt språkundervisningen. Som företrädare för enhetsskolan arbetade Fischl för en 4-årig folkskola som grund för en 4-årig mellanskola. Fischl utgav bland annat Sieben Jahre Schulreform in Österreich (1926, svensk översättning 1928).